# Кеттіг
Кеттіг (нім. Kettig) — громада в Німеччині, розташована в землі Рейнланд-Пфальц. Входить до складу району Маєн-Кобленц. Складова частина об'єднання громад Вайсентурм.
Площа — 7,78 км2. Населення становить 3356 ос. (станом на 31 грудня 2020).